# Хамада Шюнкічі
Хамада Шюнкічі (19 жовтня 1910 — 7 грудня 2009) — японський хокеїст на траві.
Срібний призер Олімпійських Ігор 1932 року.